# Heinrich Altvater (Jurist)
Heinrich Wilhelm Carl Johann Altvater (* 2. Januar 1842 in Sternberg; † 14. Januar 1913 in Rostock) war ein deutscher Jurist und Präsident des Oberlandesgerichts Rostock.

## Leben

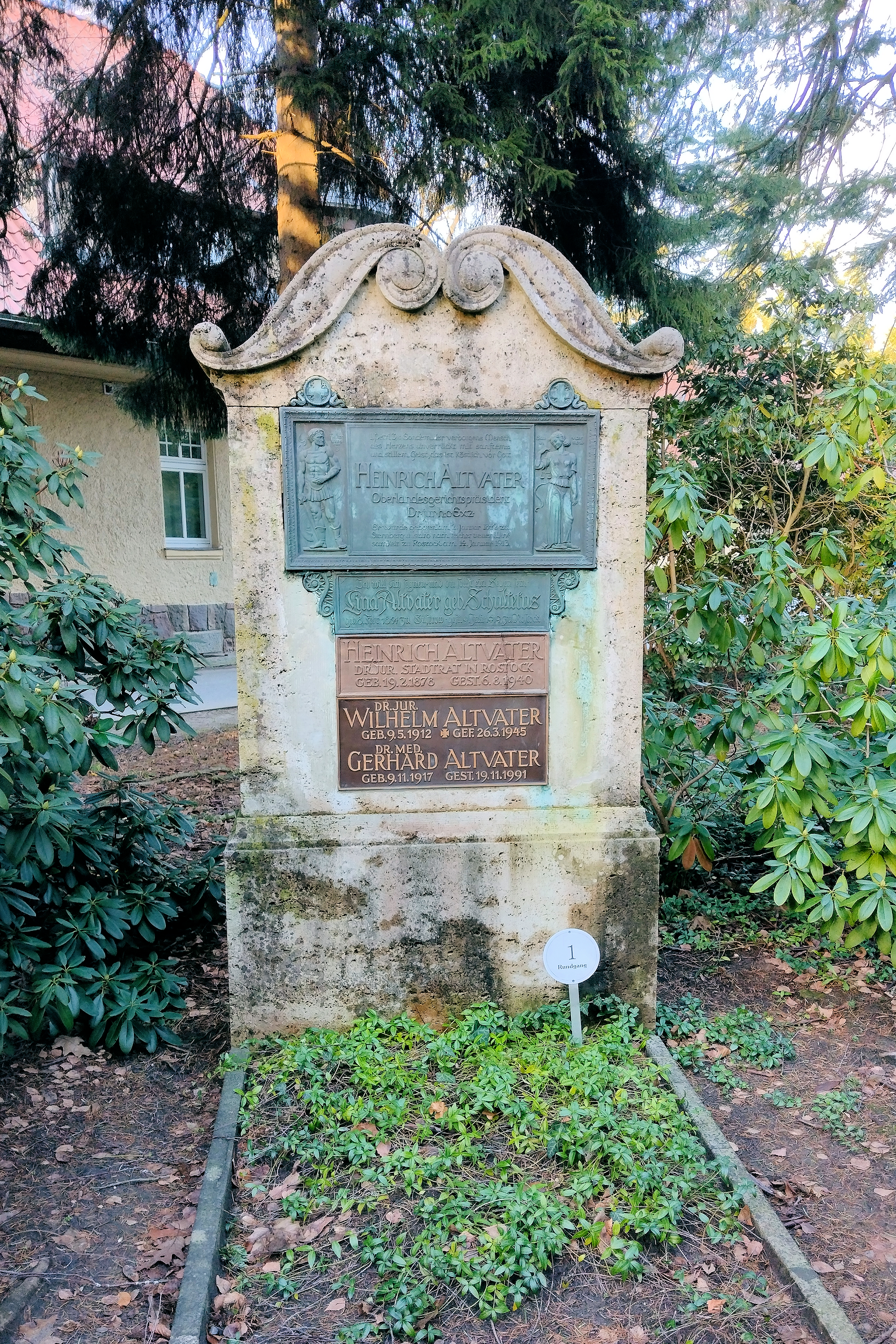
Grab Heinrich Altvaters auf dem Neuen Friedhof Rostock

Heinrich Altvater studierte nach dem Schweriner Schulbesuch Rechtswissenschaften in Berlin, Jena und Rostock. Während seines Studiums wurde er 1860 Mitglied der Burschenschaft Teutonia Jena.
Nach seinem Studium war er als Advokat in Schwerin tätig, bevor er 1868 das Richterexamen ablegte. Es folgten Tätigkeiten als Magistratsgerichtsassessor und Senator in Güstrow. 1879 wurde er Landgerichtsrat am Großherzoglichen Landgericht Güstrow und 1890 Landgerichtsdirektor am Landgericht Schwerin. 1893 wurde er zum Oberlandesgerichtsrat berufen. 1899 erhielt Heinrich Altvater anlässlich der Einführung des BGB die Ehrendoktorwürde (Dr. iur. h.c.) der Universität Rostock. 1900 folgten Tätigkeiten als Senatspräsident und 1908 als Präsident des Oberlandesgerichts Rostock. 1904 erhielt er das Großkomturkreuz des Hausordens der Wendischen Krone. Er war Mitglied des Kompetenzgerichtshofes und des Oberen Kirchengerichts von Mecklenburg und landesherrlicher Kommissar der Fideikommissbehörde in Rostock. 1912 ging er in den Ruhestand. Sein Grab befindet sich auf dem Neuen Friedhof in Rostock.

## Mitgliedschaften
- 1871 Mitglied des Vereins für mecklenburgische Geschichte und Altertumskunde
- Mitglied des Vereins für Rostocks Altertümer

## Veröffentlichungen
- Seit 1901: Mitherausgeber der Mecklenburgischen Zeitschrift für Rechtspflege und Rechtswissenschaft
- 1903: Über die Grundzüge der neueren meckl. Fideikommiss-Satzungen in Mecklenburgische Zeitschrift für Rechtspflege und Rechtswissenschaft